# Verrucaria aspicilioides
Verrucaria aspicilioides är en lavart som beskrevs av Edvard(Edward) August Vainio. Verrucaria aspicilioides ingår i släktet Verrucaria, och familjen Verrucariaceae. Arten är reproducerande i Sverige.